# Te Atairangikaahu
Te Atairangikaahu, nata Pikimene Korokī Mahuta e nota come Te Ata (Waahi Marae, 23 luglio 1931 – Ngaruawahia, 15 agosto 2006), è stata regina dei Māori dal 1966 al 2006. Il suo regno fu il più lungo che il popolo ricordi. I Maori (circa 750 000) sono di origine polinesiana e abitano prevalentemente nella Nuova Zelanda settentrionale. Questa, indipendente dal 1907 e facente parte del Commonwealth delle nazioni, accetta la presenza della monarchia non sovrana e sub-nazionale Māori e del suo re che, pur non avendo ruoli convenzionali o costituzionali, gode di grande prestigio e considerazione, anche all'estero.

## Biografia

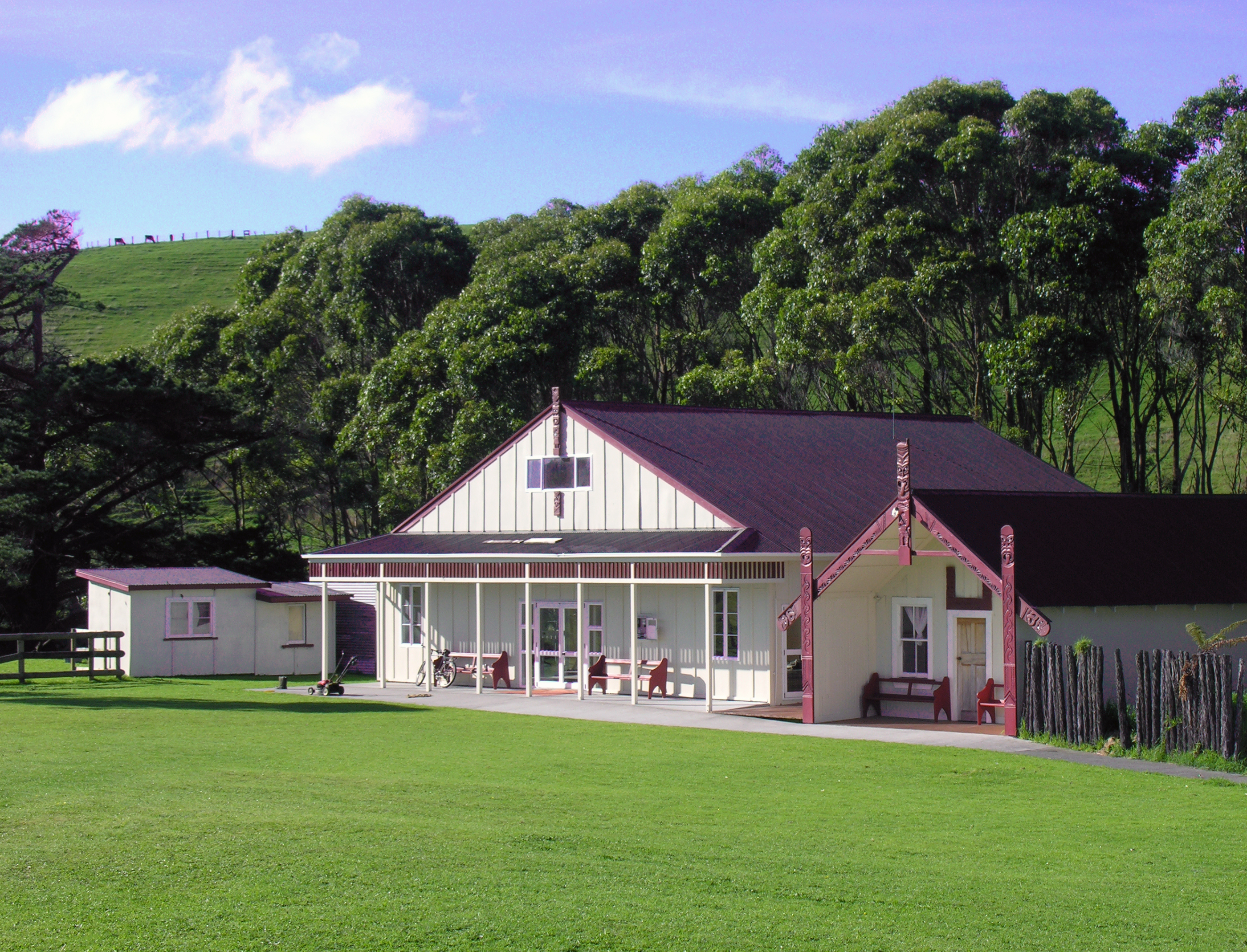
Il complesso del palazzo reale Tūrangawaewae.

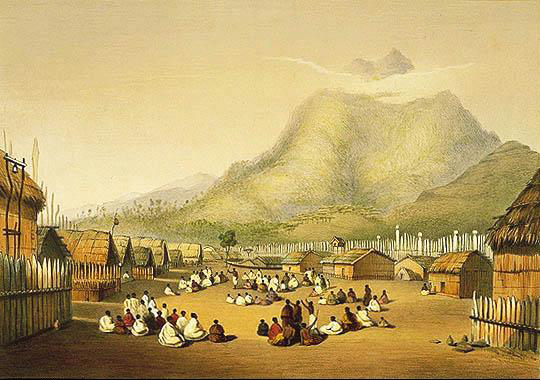
Il monte Taupiri, luogo di sepoltura della regina.

Te Atairangikaahu nacque nel Marae di Waahi Marae il 23 luglio 1931 ed era l'unica figlia di Korokī Mahuta e Te Atairangikaahu Hērangi. Suo padre aveva generato due figlie più grandi in una precedente relazione. Aveva un fratello adottivo, sir Robert Mahuta, la cui figlia Nanaia Mahuta è membro del Parlamento. Te Atairangikaahu discendeva dal primo re dei Maori, Pōtatau Te Wherowhero.
Frequentò la scuola elementare di Rakaumanga e la Waikato Diocesan School for Girls.
Nel 1952 si sposò con Whatumoana Paki. Suo padre apparteneva alla tribù Waikato Ngati Whawhakia e sua madre della tribù settentrionale di Te Aupōuri. Ebbero sette figli:Tūheitia Paki, Heeni Katipa (nata Paki), Tomairangi Paki, Kiki Solomon (nata Paki), Mihi Gabrielle Paki, Maharaia Paki e Te Manawanui Clarkson (nata Paki).
Il 23 maggio 1966, qualche giorno dopo la morte del padre, gli succedette come regina dei Maori. Sebbene il titolare di questo ufficio non abbia alcuna funzione costituzionale, egli è il capo supremo della federazione tribale di Waikato e del suo parlamento. Oltre a ciò, Te Atairangikaahu fu un'accanita sostenitrice di eventi culturali e sportivi e svolse un ruolo attivo in eventi politici locali e globali che coinvolgevano le questioni indigene.

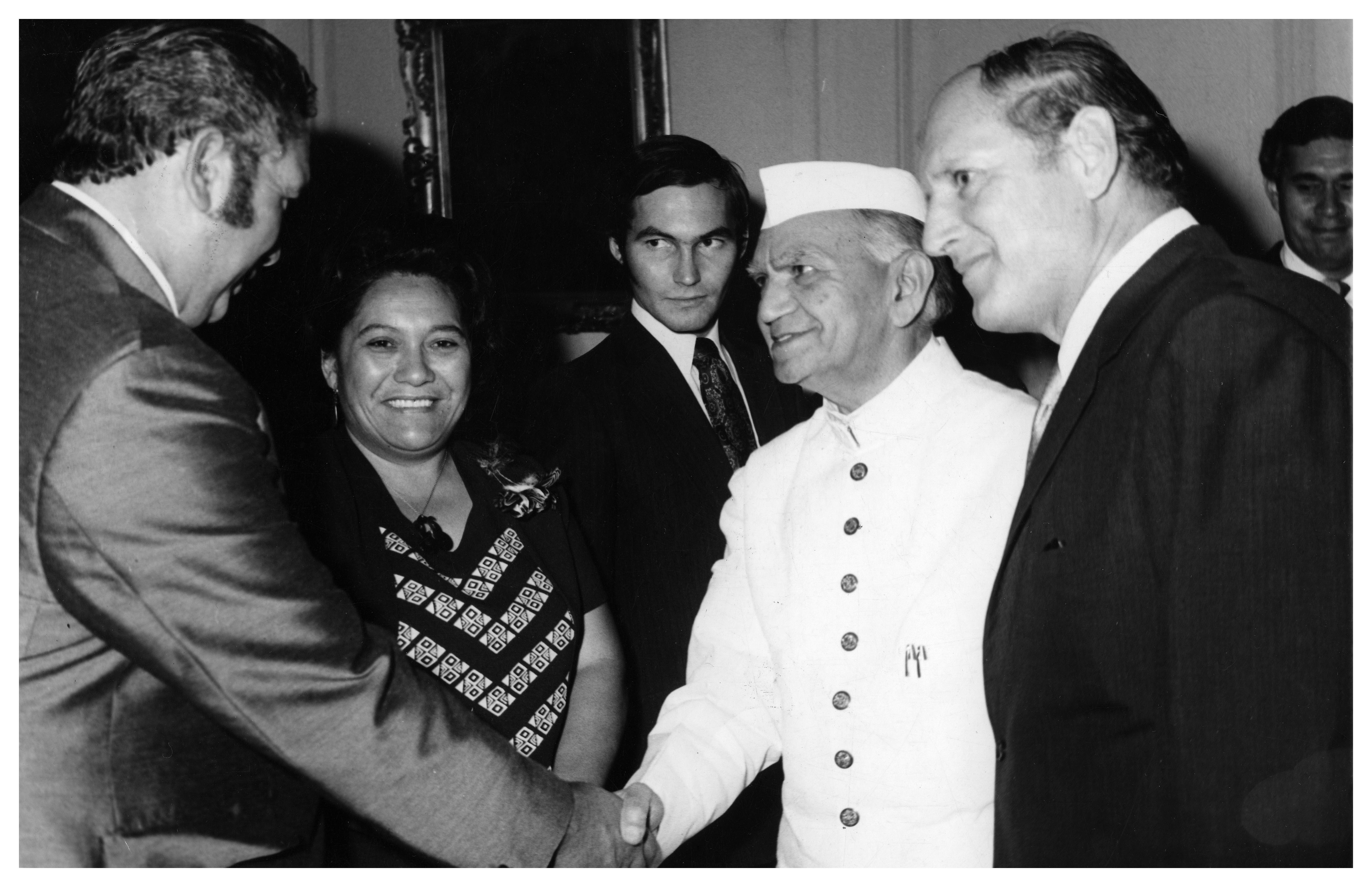
La regina a New Delhi nel 1975.

La regina, aiutata dalle sue innate qualità e da un forte temperamento, divenne uno dei più accreditati e rispettati leader politici neozelandesi: assai benvoluta dal popolo, riceveva importanti personaggi stranieri e incontrò varie volte la regina Elisabetta II che in una di queste occasioni presentò le scuse formali del Regno Unito per i danni morali e materiali subiti dai Māori durante il periodo coloniale.
La coppia reale risiedeva ufficialmente nel Tūrangawaewae (complesso formato dal palazzo reale di Turongo, dal Mahinarangi - sala per il ricevimento dei visitatori - e da altri edifici), nella città di Ngaruawahia, ma la dimora abituale si trovava a Waahi Marae, a Huntly.
Nel dicembre del 1969 fu la prima Māori ad essere nominata dama commendatore dell'Ordine dell'Impero Britannico. Il 6 febbraio 1987 fu insignita dell'Ordine della Nuova Zelanda. Il suo distintivo dell'ordine portava il numero 1. Venne insignita del dottorato honoris causa dall'Università del Waikato nel 1973 e di una laurea honoris causa in giurisprudenza dall'Università Victoria di Wellington nel 1999. Nel 1986 venne nominata ufficiale del Venerabile Ordine di San Giovanni. Fu insignita della New Zealand 1990 Commemoration Medal e della New Zealand Suffrage Centennial Medal.
Nel dicembre del 2005 l'anziana regina fu ricoverata in clinica per un trattamento di dialisi e seri problemi al cuore. L'11 luglio 2006 fu colpita da quello che sembrò essere un attacco di cuore e venne ricoverata nel reparto di terapia intensiva nell'ospedale di Waikato a Hamilton. Fu dimessa più tardi, quello stesso mese, in tempo per festeggiare il suo 75º compleanno.
Morì nel marae Tūrangawaewae a Ngaruawahia il 15 agosto 2006 all'età di 75 anni. Sei dei suoi sette figli erano presenti, una figlia era invece in viaggio dall'Australia. Le esequie si tennero il 21 agosto. È sepolta sul monte Taupiri in una tomba anonima, come i suoi antenati, in segno di uguaglianza con la loro gente. Il suo vedovo, Whatumoana Paki, avrebbe voluto una pietra tombale per sua moglie, ma i membri della famiglia reale non lo concessero. Paki rese omaggio a sua moglie piantando una razza di rose viola attorno a un cippo fuori dalla loro casa. La regina Elisabetta II inviò le sue condoglianze. Il principe consorte la raggiungerà nel 2011. Il suo popolo, onorandola con una settimana di lutto e di danze, la ricorderà soprattutto per la sua generosità, per aver stimolato la cultura e il mantenimento della lingua māori, ora insegnata nelle scuole unitamente all'inglese, e per aver fortemente favorito l'unità con i bianchi.
Tūheitia Paki, il suo figlio maggiore, fu scelto durante il periodo di lutto come suo successore con l'aiuto di un "kingmaker", dopo che fu richiesto il consenso dei capi di tutte le tribù principali. La figlia maggiore, Heeni Katipa, era la prossima contendente. In contrasto con la monarchia della Nuova Zelanda, la monarchia Maori è elettiva e opera al di fuori delle strutture costituzionali della Nuova Zelanda. Di conseguenza, l'ufficio non viene automaticamente ereditato dal primogenito. Te Atairangikaahu stessa era la seconda figlia di suo padre, anche se il primogenito era nato da una relazione precedente il matrimonio. Anche altri suoi figli o una figura di spicco di un altro iwi avrebbero potuto essere chiamati a succederle.